# تاريخ بانكوك

سكان بانكوك

يعود تاريخ مدينة بانكوك، في تايلاند، إلى أوائل القرن الخامس عشر على الأقل، حين كانت تحت حكم مملكة أيوتايا. بفضل موقعها الاستراتيجي قرب مصب نهر تشاو فرايا، ازدادت أهمية المدينة بشكل كبير، وبعد سقوط مملكة أيوتايا أسس الملك تاكسين عاصمته الجديدة ثونبري هناك، على الضفة الغربية للنهر. نقل الملك بوتايودفا تشولالوك، الذي خلف تاكسين، العاصمة إلى الضفة الشرقية عام 1782، وهو الموقع الذي تُرجع المدينة تاريخ تأسيسها إليه تحت اسمها التايلندي، «كرانغ ثيب ماها ناخون». خضعت بانكوك منذ حينها لتغييرات كبيرة، نمت بسرعة، خصوصًا في النصف الثاني من القرن العشرين، لتصبح مدينة تايلاند الرئيسية. كانت مركز حداثة سيام في أواخر القرن التاسع عشر، تعرضت لقصف الحلفاء خلال الحرب العالمية الثانية، وكانت منذ وقت طويل الساحة السياسية المركزية للدولة الحديثة، بحدوث العديد من الثورات والانقلابات في شوارعها عبر السنوات.

## في ظل مملكة أيوتايا
من غير المعروف تمامًا متى سويّت منطقة بانكوك الحالية لأول مرة. لربما يعود أصلها إلى مجتمع زراعي وتجاري صغير، في حزامٍ متعرج لنهر تشاو فرايا ضمن دائرة تأثير مملكة أيوتايا. أصبحت البلدة نقطة جمركية بحلول القرن الخامس عشر؛ لُقّب ضابط الجمارك الخاص بها باسم ناي فرا خانون ثونبري في وثيقة من حاكم أيوتايا الملك تشاو سام فرايا (1424 – 1448). يظهر الاسم أيضًا في مدونة القوانين المنقحة عام 1805 المعروفة باسم قانون الأختام الثلاثة.
في ذلك الوقت، تدفق نهر تشاو فرايا عبر ما هو اليوم قناتي بانكوك نوا وبانكوك ياي، مشكلًا حلقة كبيرة تنبسط فيها البلدة. خلال حكم الملك تشايرتشا (إما في عام 1538 أو 1542)، حُفر مجرى مائي، متجاوزًا الحلقة ومختصرًا الطريق على السفن التي تُبحر إلى أيوتايا. تغير تدفق النهر منذ حينها ليتبع المجرى المائي الجديد، مقسمًا المدينة، وجعل من القسم الغربي جزيرةً. لربما أعطت هذه السمة الجغرافية البلدة اسم بانغ كو، ما يعني «الجزيرة القرية»، أصبح الاسم لاحقًا بانكوك. تخمن نظرية أخرى بشأن أصل الاسم أنه مختصر من بانغ ماكوك، ماكوك هو اسم سبوندياس بيناتا، نبتة تحمل فاكهة تشبه الزيتون. ويدعم ذلك حقيقة أن وات آران، معبد تاريخي في المنطقة، كان يُدعى وات ماكوك. قُدم أول ذكر خاص للمدينة في السير الملكية من فترة حكم الملك ماها تشاكرافات (1548 – 1568)، تحت اسم ثونبري سي ماساموت. لربما كان اسم بانكوك عاميًا، وإن كان مُعتمدًا بكثرة من قِبل الزوار الأجانب.
ازدادت أهمية بانكوك - ثونبري مع حجم تجارة أيوتايا البحرية. ذكرت السجلات الهولندية أنه كان على السفن التي تعبر بانكوك التصريح عن بضائعها وعدد ركابها، بالإضافة إلى دفع الضرائب اللازمة. كانت مدافع السفن تُصادر وتُحتجز هناك قبل أن يُسمح لها بالتقدم في النهر إلى أيوتايا. هناك قصة قديمة باللغة الإنجليزية ذكرها آدم دينتون، الذي جاء على متن سفينة غلوب - وهو تاجر تابع لشركة الهند الشرقية يحمل رسالة من الملك جيمس الأول - التي وصلت إلى «طريق سيام» (باك نام) في 15 أغسطس 1612، وهناك التحق ضابط مرفأ بانكوك بالسفينة. تذكر قصة دينتون أنه ذهب ورفاقه «في النهر عشرين ميل تقريبًا إلى بلدة تدعى بانكوب، حيث رُحب بنا، و100 ميل أخرى إلى المدينة...»
كانت تجارة أيوتايا البحرية في أوجها خلال عهد الملك ناراي (1656 – 1688). أدى إدراك إستراتيجية موقع المدينة بحماية الممر المائي إلى أيوتايا إلى اتساع الوجود العسكري هناك. شُيّد حصنٌ بتصميم غربي على الطرف الشرقي للنهر نحو عام 1685 – 1687 تحت إشراف المهندس الفرنسي دي لا مار، مُستعيضًا عن هيكل قديم على الأرجح، ووُضعت خطط لإعادة بناء الحصن على الضفة الغربية أيضًا. جاء دي لا مار مع البعثة الفرنسية التابعة لفارس شومون، وظل في سيام إلى جانب فارس فوربين، الذي عُيّن حاكمًا على بانكوك. تألفت حامية بانكوك على يد فوربين من سياميين وبرتغاليين وفرنسيين يُقال بأن مجموعهم قد بلغ ألف رجلٍ.
عُززت السيطرة الفرنسية على المدينة أكثر حين حصل الجنرال الفرنسي ديفارج، الذي وصل مع البعثة الفرنسية الثانية عام 1687، على تصريحٍ من الملك لإنزال القوات هناك. على أي حال، أدى هذا الأمر إلى حدوث سخط بين النبلاء السياميين، بقيادة بيتراتشا، ونتج عنه في النهاية الثورة السيامية عام 1688، التي أُطيح من خلالها الملك ناراي وحاصرت قوات سيامية بتعداد 40,000 جندي حصن بانكوك الشرقي لأربعة أشهر قبل التوصل إلى اتفاقية وسُمح للفرنسيين بالانسحاب. قُطعت روابط سيام مع الغرب عمليًا نتيجة الثورة، ووجهت تجارتها إلى الصين واليابان. هُدم الحصن الشرقي فيما بعد بناءً على أوامر بيتراتشا.

## ثونبري
دُمرت مملكة أيوتايا من قِبل البورميين عام 1767. في الأشهر التالية، تنافست عدة فصائل للسيطرة على أراضي المملكة. تبيّن أن فرايا تاك، حاكم تاك وجنرالٌ حارب في دفاعات أيوتايا قبل سقوطها، هو الأقوى بينهم. بعد نجاحه في استعادة مدينتي أيوتايا وبانكوك، أعلن فرايا تاك نفسه ملكًا (المعروف شعبيًا باسم الملك تاكسين) عام 1768 وأعلن ثونبري عاصمةً له. كانت الأسباب المبينة لهذا التغيير، الدمار الكلي لأيوتايا وموقع ثونبري الاستراتيجي. كونها بلدة محصنة وذات تعداد سكاني كبير فإن عملية إعادة البناء لم تحتاج إلى الكثير. سمح وجود مستوطنة تجارية صينية قديمة على الضفة الشرقية، لتاكسين باستخدام صلاته الصينية من أجل استيراد الأرز وإنعاش التجارة.
وسّع الملك تاكسين منطقة المدينة شمالًا ليتاخم قناة بانكوك نوا. حُفر خندق لحماية الحدود الغربية للمدينة، بُني على امتداده أسوار وتحصينات جديدة للمدينة. شُيدت خنادق وأسوار أيضًا على الضفة الشرقية، طوَّقَت المدينة مع القنوات على الطرف الغربي. بُني قصر الملك ضمن أسوار المدينة القديمة، وكان معبدي وات تشاينغ (وات آران) ووات تاي تالات (وات موليلوكايارام) ضمن أراضي القصر. أُعيد تخطيط البساتين المحيطة من أجل زراعة الأرز.
مضى معظم عهد تاكسين في الحملات العسكرية لتوحيد قبضة مملكة ثونبري على الأراضي السيامية. على أي حال، لم تستمر مملكته إلا لعام 1782 حين اندلعت ثورةٌ ضده، ونصّب الجنرال تشاو فرايا تشاكري نفسه ملكًا، عُرف لاحقًا باسم بوتايودفا تشولالوك أو راما الأول.

## الحداثة
بحلول منتصف القرن التاسع عشر، ازداد حضور الغرب قوةً. بدأ المبشرون والمبعوثون والتجار بزيارة بانكوك وسيام، وأحضروا معهم الابتكارات العصرية والتهديد الاستعماري على حد سواء. كان الملك مونغوت (راما الرابع، حكم: 1851 – 1868) منفتحًا على الأفكار الغربية وعلومها المعرفية، لكنه كان مجبرًا أيضًا على الاعتراف بقواهم، وذلك من خلال توقيع معاهدة باورينغ عام 1855. خلال فترة حكمه، بدأ التحول الصناعي يتحقق في بانكوك، إذ شهدت إدخال المحرك البخاري والطرق الحديثة في بناء السفن والصحافة المطبوعة. نتيجة التأثر بالمجتمع الغربي، شُيّد طريق تشاروين كرانغ، أول طريق معبد في المدينة، عام 1862 – 1864. تلاه طُرق بامرانغ مويانغ، وفويانغ ناخون، وترونغ (يُطلق عليه اليوم اسم راما الرابع) وسي لوم. طغى النقل البري فيما بعد على القنوات من ناحية الأهمية، فتحولت منازل الشعب من مساكن عائمة إلى أبنية دائمة. توسعت حدود المدينة أيضًا خلال فترة حكمه، ممتدة إلى قناة بادانغ كرانغ كاسم، التي حُفرت عام 1851.
أسس شولالون كورن، ابن الملك مونغوت، (حكم: 1868 – 1910) ما يلزم لحداثة البلاد. انخرط في إصلاحات كبيرة، ألغى العبودية والعمل القسري والنظام الإقطاعي، واستحدث بيروقراطية مركزية وجيشًا محترفًا. جرى تبني المفهوم الغربي للوطنية، ورُسّمت الحدود وفق مناطق النفوذ البريطانية والفرنسية. أسفرت النزاعات مع الفرنسيين عن حادثة باكنام عام 1893، حين أرسل الفرنسيون زوارق حربية عبر نهر تشاو فرايا لمحاصرة بانكوك، مما أدى إلى تنازل سيام عن المنطقة لفرنسا.
مع إصلاحات شولالون كورن، خضعت إدارة العاصمة والمناطق المجاورة، التي تأسست تحت اسم دائرة كرانغ ثيب فرا ماهاناخون، لوزارة الشؤون المدنية. شُيّدت خلال حكمه المزيد من القنوات والطرق، فتوسع الامتداد الحضري للعاصمة. طُورت البنى التحتية، بإدخال السكك الحديدية وخدمات التلغراف بين بانكوك وساموت براكان وبعدها جرى التوسع على مستوى البلاد. أُدخلت الكهرباء، بدايةً إلى القصور والمكاتب الحكومية، وبعدها لخدمة الترام الكهربائي في العاصمة ولاحقًا إلى العامة. انعكس انبهار الملك بالغرب في اعتماد العائلة الملكية للباس والأزياء الغربية، لكن بشكل ملحوظ أكثر في العمارة. أمر بتشييد قاعة العرش أنانتا ساماخوم بطراز الحركة الكلاسيكية الجديدة في قصر دوسيت الجديد، المُتصل مع المركز التاريخي للمدينة بواسطة حي راتشادامون الكبير، المستوحى من حي الشانزلزيه في باريس. أصبحت الأمثلة على التأثير الغربي في العمارة واضحة عبر المدينة.